# Бейрдстаун (Огайо)
Бейрдстаун (англ. Bairdstown) — селище (англ. village) в США, в окрузі Вуд штату Огайо. Населення — 115 осіб (2020).

## Географія
Бейрдстаун розташований за координатами 41°10′16″ пн. ш. 83°36′26″ зх. д. / 41.17111° пн. ш. 83.60722° зх. д. (41.171184, -83.607289).  За даними Бюро перепису населення США в 2010 році селище мало площу 0,70 км², уся площа — суходіл.

## Демографія
Згідно з переписом 2010 року, у селищі мешкало 130 осіб у 49 домогосподарствах у складі 34 родин. Густота населення становила 186 осіб/км².  Було 52 помешкання (74/км²).
Расовий склад населення:
| - 93,8 % — білих |

До двох чи більше рас належало 6,2 %. Частка іспаномовних становила 3,8 % від усіх жителів.
За віковим діапазоном населення розподілялося таким чином: 23,8 % — особи молодші 18 років, 63,1 % — особи у віці 18—64 років, 13,1 % — особи у віці 65 років та старші. Медіана віку мешканця становила 42,0 року. На 100 осіб жіночої статі у селищі припадало 113,1 чоловіків;  на 100 жінок у віці від 18 років та старших — 106,2 чоловіків також старших 18 років.
Середній дохід на одне домашнє господарство  становив 42 117 доларів США (медіана — 48 125), а середній дохід на одну сім'ю — 38 939 доларів (медіана — 36 563). Медіана доходів становила 32 500 доларів для чоловіків та 42 500 доларів для жінок. За межею бідності перебувало 4,4 % осіб, у тому числі 4,7 % дітей у віці до 18 років та 3,4 % осіб у віці 65 років та старших.
Цивільне працевлаштоване населення становило 62 особи. Основні галузі зайнятості: виробництво — 43,5 %, освіта, охорона здоров'я та соціальна допомога — 14,5 %, транспорт — 8,1 %, оптова торгівля — 8,1 %.